# États-Unis de la Terre

Drapeau des États-Unis de la Terre

Dans l'univers de la série télévisée Futurama, la Terre, au XXXIe siècle, semble s'être fédéralisée entièrement et ralliée sous la bannière du gouvernement central unique des États-Unis de la Terre.
Les États-Unis sont au cœur de la série Futurama, l'action se déroulant d'ailleurs dans New New York, construit sur les ruines de l'ancienne ville.
Le président des États-Unis de la Terre est la tête de Richard Nixon. L’ancien président se nommait McNeal comme celle du personnage « Penny McNeal » de « Avocate et Célibataire » dont Zapp Brannigan l’amena devant Lrrr qui voulait l'actrice plutôt que le président qui y est confondue et qui désintègre celui-ci a coup de laser dans l'épisode « Omicron Persei 8 attaque ». Nixon prend sa place en gagnant les élections pour devenir le nouveau président. Et bien que la loi terrienne indique que « personne ne peut être élu plus de deux fois », il met sa tête sur un corps de robot ou le corps sans tête de Spiro Agnew.